# Life Ball

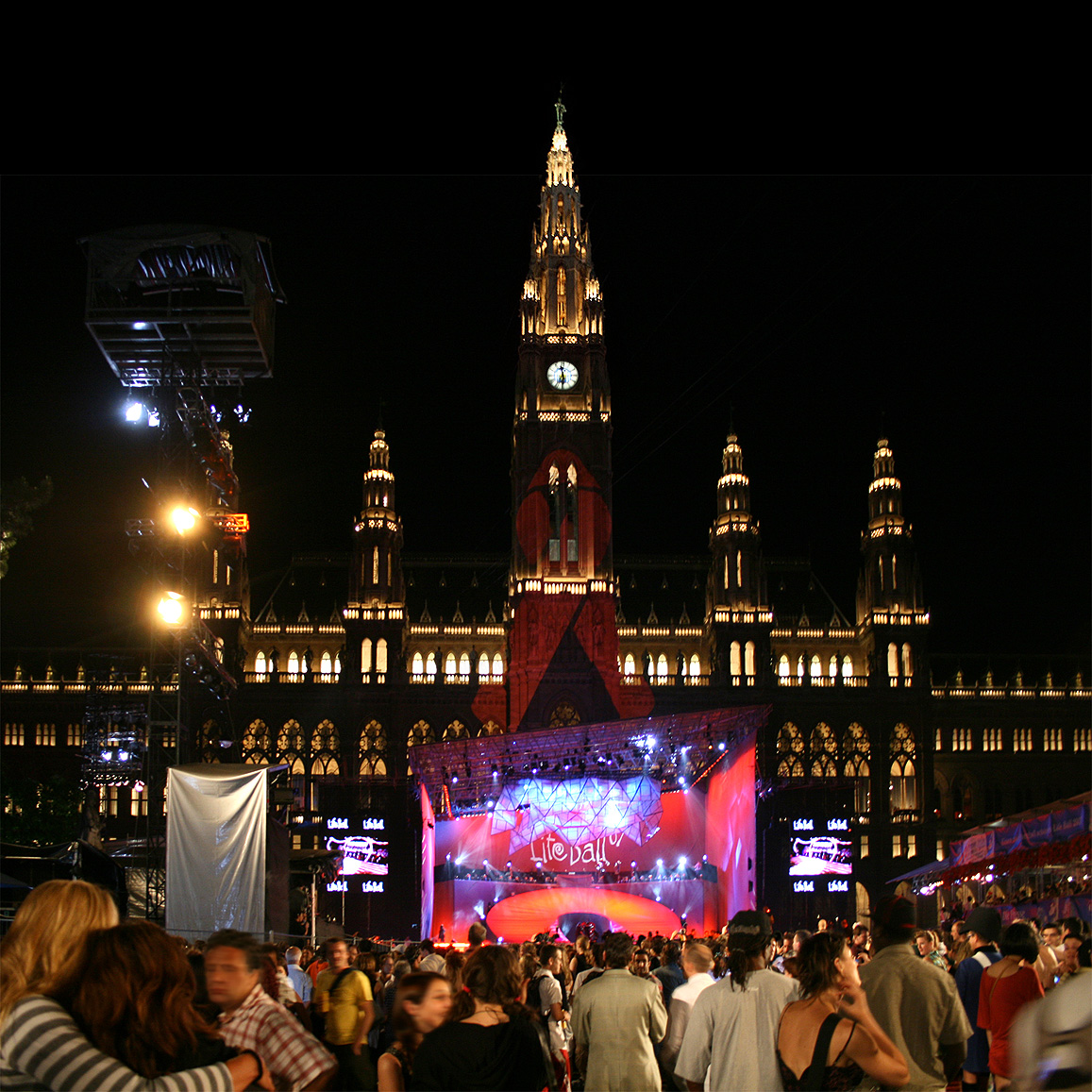
«Life Ball» в 2007 году

«Life Ball» или «Бал жизни» — самое крупное благотворительное мероприятие в Европе, поддерживающее людей с ВИЧ-инфекцией или СПИДом. Бал, проходящий ежегодно в Вене, организован некоммерческой организацией «AIDS LIFE», основанной в 1992 году Гери Кеслером и Торгом Петросяном. «AIDS LIFE» поддерживает организации, занимающиеся оказанием помощи людям с ВИЧ-инфекцией или СПИДом: её команда, которой поручено распределение средств, индивидуально рассматривает каждое обращение. Кроме того, целью программ «AIDS LIFE» является повышение уровня информированности общественности о заболевании.

## Мероприятие
«Бал жизни» — одно из крупнейших и наиболее зрелищных ежегодных благотворительных мероприятий в мире. Чтобы не забыть об основном предназначении этого события (борьба со СПИДом), церемония открытия на площади перед мэрией Вены включает в себя минуту молчания.
Количество билетов на Life Ball ограничено 3780. Для поддержания уникальности и экстравагантности мероприятия организаторы делят билеты по категориям: фиксированное количество билетов под названием «Билеты стиля» доступны за половину базовой цены и предназначены для тех, кто соответствует дресс-коду Life Ball Style. При этом костюмы должны соответствовать основной теме бала. В преддверии мероприятия 2008 года, Gery Keszler выразил пожелание, чтобы гости старались быть менее провокационными и более креативными. Как сказал Крис Лонер: «Пенис — еще не костюм».
Гости в обычном «вечернем туалете» оплачивают полную стоимость билета. В 2001 году была введена система продажи билетов: заинтересованные лица регистрировались для участия в лотереи, разыгрывавшей билеты, посредством текстовых сообщений. Обычно в течение двухдневного периода продаж регистрируется 60000 заявок. На открытии проходит гала-концерт с разнообразной музыкой: от оперетты до поп-музыки — а также показ мод на сцене Red Ribbon. До 2008 года концерт можно было увидеть бесплатно, на площади мэрии — где могли разместиться 45 000 человек.
Сегодня данное благотворительное мероприятие известно далеко за пределами Вены и Австрии: ежегодно мероприятие освещают более 60 телевизионных станций и, в общей сложности, 500 представителей национальных и международных СМИ. В случае повторной аккредитации организаторы проверяют, была ли затронута в опубликованном материале тема СПИДа — дабы избежать упоминания только звезд и знаменитостей. Австрийская общественная телекомпания ORF 1 освещала концертную программу в прямом эфире с 2007 года в рамках «тематической ночи», которая привлекала около 400 000 телезрителей.

## История
Организатором и основателем «Бала жизни» является Гери Кеслер (Gery Keszler). Главным его достижением стало участие в открытии шоу представителей моды и знаменитостей индустрии развлечений: таких как Розанна Барр, Элтон Джон, Катрин Денёв, Лиза Минелли, Шэрон Стоун, Дита фон Тиз, Хайди Клум, Наоми Кэмпбелл и Дженна Джеймсон. Некоторые из них играют активную роль в программе бала, другие — просто наслаждаются вечеринкой.
Кесцлеру была предоставлена возможность представить свой проект тогдашнему мэру Вены Гельмуту Цильку. Цильк согласился с положительным эффектом от данного события и дал возможность Кесцлеру попробовать его осуществить. Мер даже согласился предоставить Кесцлеру зал мэрии, несмотря имевшее место сопротивление. В итоге, первый Life Ball состоялся 29 мая 1993 года. Помимо городской администрации Вены, мероприятие имело только двух спонсоров: сумма, в размере 1 100 000 австралийских долларов (79 940 евро), полученная первым балом, была пожертвована некоммерческой организации AIDS LIFE.
С самого первого Life Ball модный показ, представленный Тьерри Муглером, стал ключевой особенностью мероприятия. На второй год — 28 мая 1994 года — деньги, полученные как пожертвования удвоились. Третий бал — 6 мая 1995 года — уже привлек интерес со стороны французских и испанских телевещателей, а также — MTV. С 2006 года Американский фонд исследований СПИДа (amfAR), который был основан Элизабет Тейлор, а нынешним президентом которой является Шэрон Стоун, является партнером бала.
В отличие от других подобных мероприятий венский бал никогда не предназначался быть событием только для гей-сообщества: он с самого начала сочетал в себе традиции Вены с современными «причудливыми» костюмированными представлениями.

## В филателии
Почтовые марки, посвящённые балу, выпускаются ограниченным тиражом уже несколько лет. На марке 2005 года была изображена картина Хайди Клум, а в 2006 году — модель Наоми Кэмпбелл. В том же году ограниченный выпуск марок с Наоми Кэмпбелл «в комическом стиле» был продан на eBay. Немецкая модель Надя Ауэрман была лицом марок Life Ball 2007 года.

## Модный показ
Каждый год один или несколько известных модельеров отвечают за показ мод на балу. Профессиональные модели на подиуме, такие как Маркус Шенкенберг, Алек Век, Надя Ауэрман, Хайди Клум, Ева Падберг, Ева Риккобоно и Наоми Кэмпбелл, появляются вместе со звездами и знаменитостями, такими как Удо Кир, Оливия Джонс, Тиль Швайгер, Кайли Миноуг, Синди Лопер, Долли Бастер, министр здравоохранения Австрии Андреа Кдолски (Andrea Kdolski).